# Holland (Texas)
Holland è un centro abitato degli Stati Uniti d'America, situato nella contea di Bell dello Stato del Texas.